# Talara grisea
Talara grisea är en fjärilsart som beskrevs av William Schaus 1896. Talara grisea ingår i släktet Talara och familjen björnspinnare. Inga underarter finns listade i Catalogue of Life.